# St. Georg (Polch)

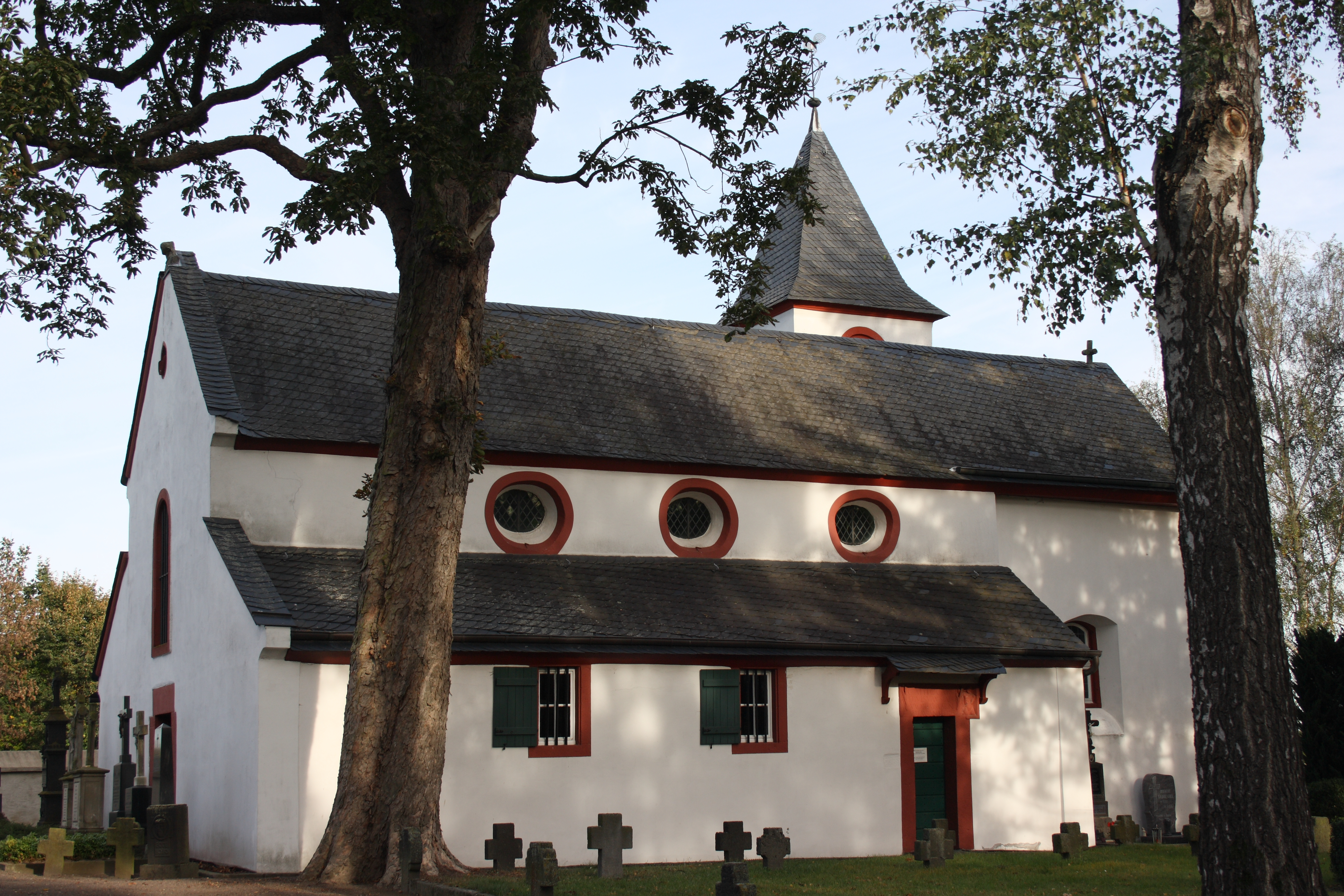
Friedhofskapelle St. Georg

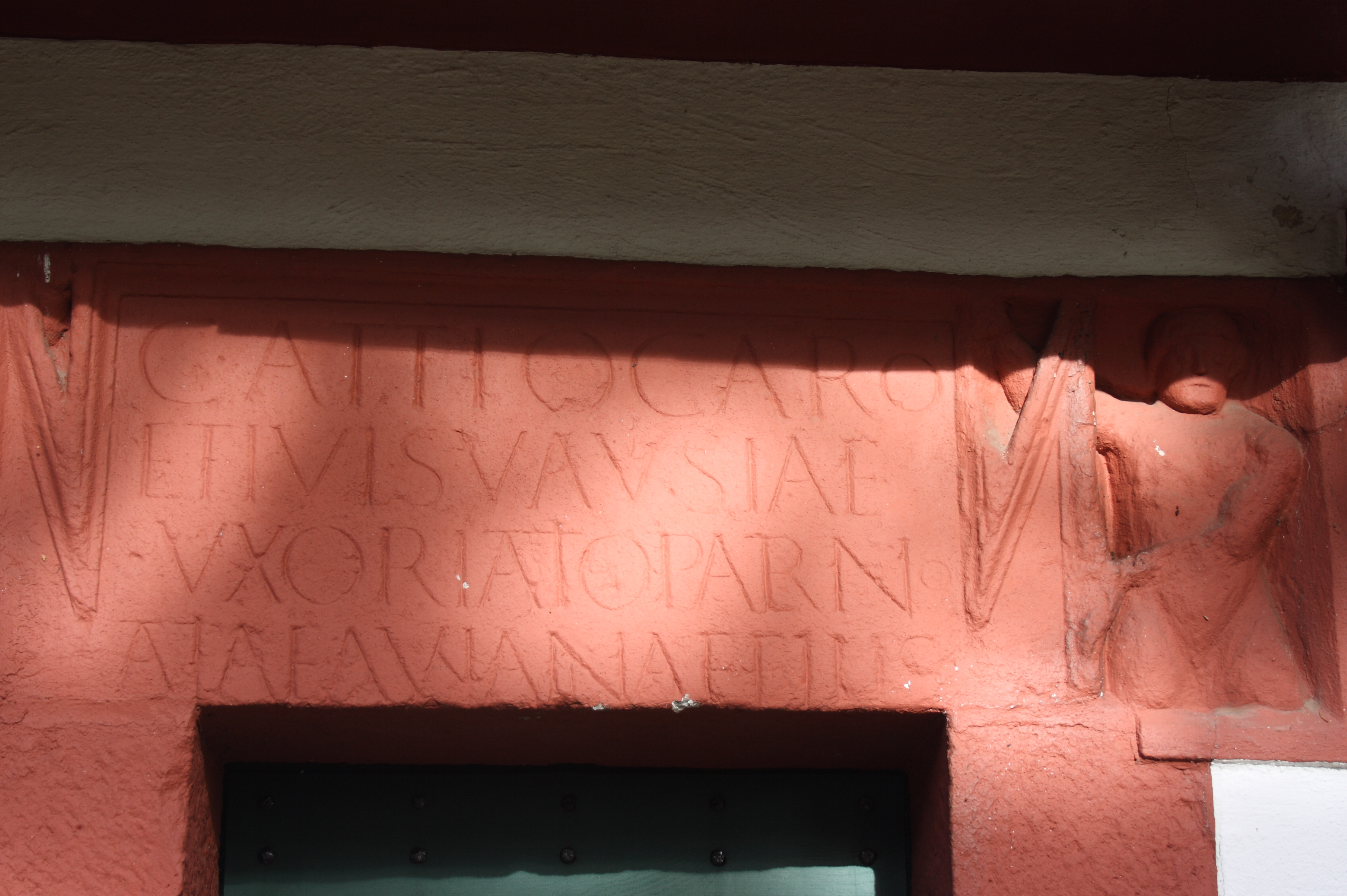
Als Türsturz wiederverwendeter römischer Grabstein

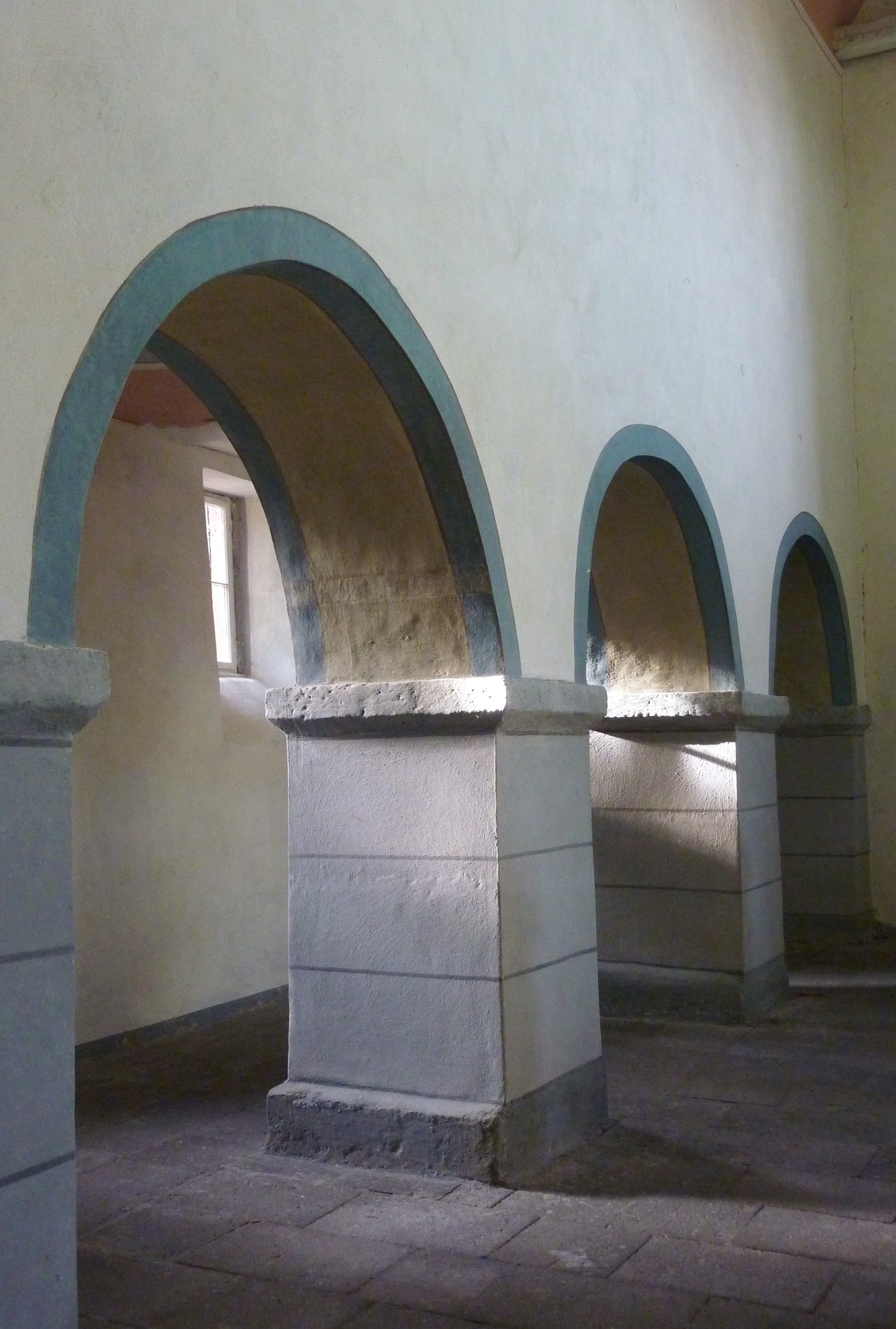
Blick in das südliche Seitenschiff

Die katholische Friedhofskapelle St. Georg in Polch, einer Stadt im Landkreis Mayen-Koblenz in Rheinland-Pfalz, ist eine frühromanische Pfeilerbasilika und eine der ältesten Kirchen der Eifel. Sie ist ein geschütztes Baudenkmal.

## Geschichte
Die Entstehungszeit der Kirche wird in das späte 11. oder frühe 12. Jahrhundert datiert. Im Jahr 1275 ist sie zum ersten Mal in einer Urkunde schriftlich erwähnt. Bis in die Mitte des 17. Jahrhunderts wurde das Gelände um die Kirche als Friedhof genutzt, worauf noch viele alte Grabsteine hinweisen. Da dort viele Pestopfer beigesetzt worden waren, legte man ab 1659 aus Angst vor Ansteckung um die Pfarrkirche St. Stephan im Ortszentrum einen neuen Friedhof an. Erst 1806, unter der Franzosenzeit, verlegte man den Friedhof wieder nach St. Georg.
Um 1690 und um 1739 war die Kirche in sehr schlechtem Zustand und musste instand gesetzt werden. Dabei erfuhr sie eine Umgestaltung im Stil des Barock und es wurden römische Spolien mitverbaut wie die des Grabsteinfragments über dem Südportal und die Büste einer römischen Göttin am Giebel der Westfassade. Auch wurde zwischen Chor und Turm eine Sakristei angebaut, die 1966 wieder abgebrochen wurde.
Im 20. Jahrhundert wurde die Kirche mehrfach renoviert. Die barocke Ausstattung wurde weitgehend entfernt. Die Tafelbilder, Kreuzwegstationen und barocken Skulpturen sind heute in der im 19. Jahrhundert errichteten Pfarrkirche St. Stephan untergebracht.

## Architektur

### Außenbau
Das Gebäude ist außen weiß verputzt. Der gedrungene Glockenturm ist an die Nordwand des Chores angebaut und mit einem gebrochenen Pyramidendach bekrönt. Sein oberes Geschoss ist auf allen vier Seiten von gekuppelten Klangarkaden mit darüberliegenden Dreipassbögen durchbrochen.
Der Eingang an der Westfassade ist von rechteckigen Kalksteinen gerahmt und stammt aus der Zeit der barocken Umgestaltung. Darüber befinden sich ein Rundbogenfenster und ein Okulus. Die Büste am Giebel, eine Spolie aus römischer Zeit, soll die Göttin Ceres darstellen.
Auch das Südportal ist rechteckig ausgeführt. Als Türsturz wurde ein römischer Grabstein wiederverwendet, auf dem eine lateinische Inschrift und das Relief eines Genius zu sehen sind. Der gut lesbar erhaltene Text der Inschrift lautet: „C. (= Gaio) Attio Caro / et Iul(iae) Suausiae / uxori, At(t)io Paterno / At(t)iae Avianae fili(i)s“ (Übersetzung: [Grabstein] für Gaius Attius Carus und seine Ehefrau Iulia Suausia, [auch] für deren Kinder Attius Paternus und Attia Aviana.) Ein Teil der Buchstaben ist in Ligatur geschrieben, was gelegentlich zu Fehldeutungen führt; z. B. ist die Buchstabenfolge -ter- des Cognomens „Paterno“ zu einem einzigen Schriftzeichen verschmolzen. Die Deutung des Namens „Suausiae“ ist umstritten. Um einen römischen Namen handelt es sich sicherlich nicht. Als Alternative wird auch die Lesart suavissimae vorgeschlagen, die aber mit dem erkennbaren Schriftbild nur schwer in Einklang zu bringen ist, insbesondere fehlt jeder Hinweis auf den Buchstaben m.

### Innenraum
Die Kirche ist als dreischiffige Basilika angelegt. Niedrige Rundbogenarkaden trennen das Hauptschiff von den beiden Seitenschiffen. Sie werden von massiven quadratischen Pfeilern mit schlichten, abgeschrägten Kämpfern getragen. Die ovalen Fenster des Obergadens gehen auf die barocke Umgestaltung zurück.
Die Seitenschiffe sind flach gedeckt, das Mittelschiff ist leicht gewölbt. Als die Decken im 18. Jahrhundert neu eingezogen wurden, erhielten sie ihren barocken Stuckdekor. Ein barock verzierter Triumphbogen öffnet sich zum quadratischen Chor. Dieser ist mit einem Kreuzgratgewölbe gedeckt. Das reich verzierte Chorgitter gilt als Werk des 17. Jahrhunderts.

## Ausstattung

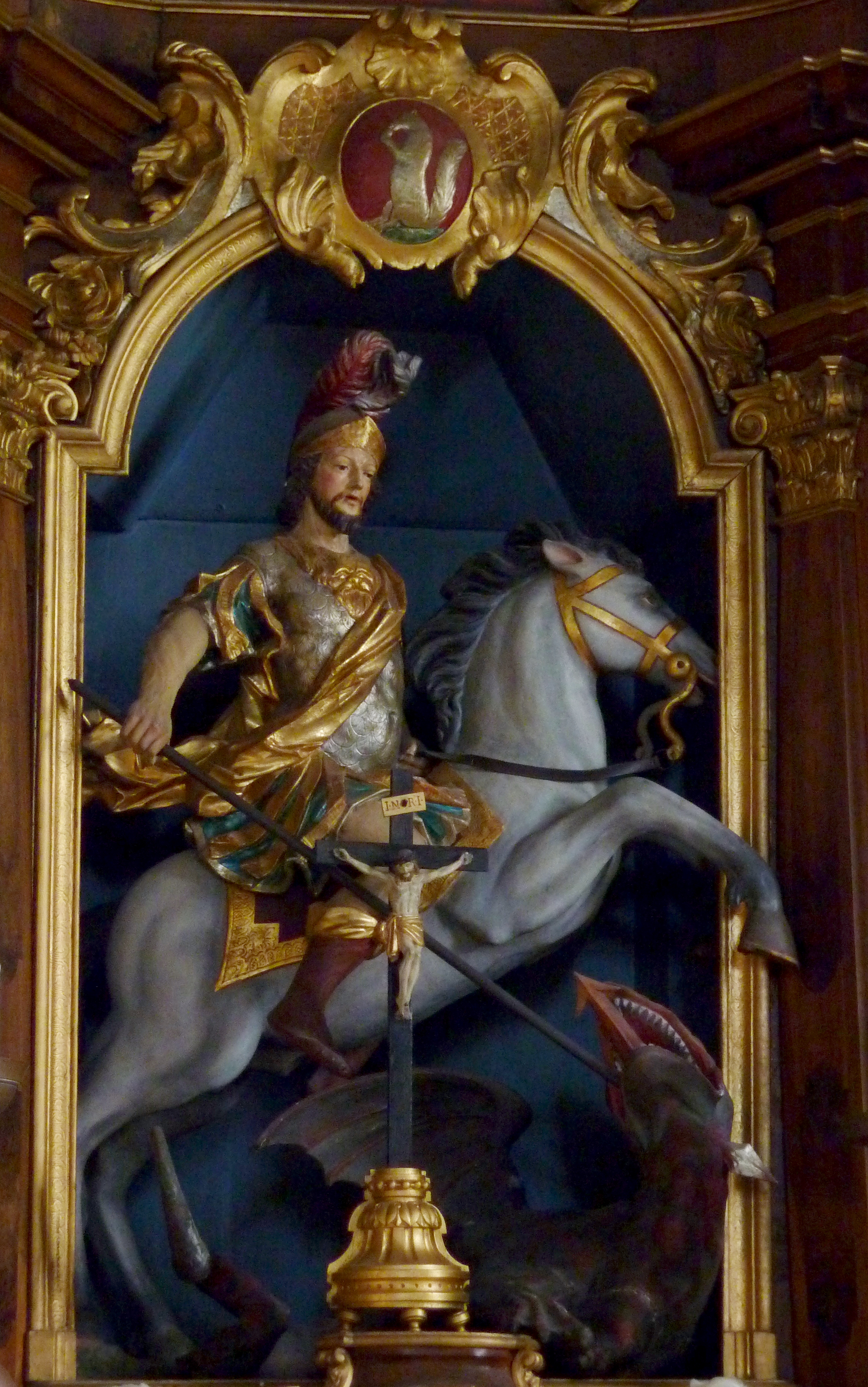
Altar

Der Altar mit der Darstellung des heiligen Georg stammt aus der Zeit um 1739. Er wurde von Balthasar Eichhorn, dem Kammerdiener des Trierer Erzbischofs Franz Georg von Schönborn, gestiftet, der die damaligen Renovierungsmaßnahmen einleitete. In der Kartusche über der Skulptur des heiligen Georg prangt ein Eichhörnchen, das Wappen des Stifters.
Im südlichen Seitenschiff steht ein Taufbecken aus Basalt, in das die Jahreszahl 1769 eingemeißelt ist.
An der Außenmauer des Chores befindet sich unter einem Schutzdach ein hölzernes Kruzifix aus dem 18. Jahrhundert.